# Egypt International 2016
Die Egypt International 2016 im Badminton fanden vom 20. bis zum 23. Oktober 2016 in Kairo statt.

## Sieger und Platzierte
| Disziplin    | Gold                                 | Silber                                   | Bronze                                             |
| ------------ | ------------------------------------ | ---------------------------------------- | -------------------------------------------------- |
| Herreneinzel | Milan Ludík                          | Adam Mendrek                             | Bahaedeen Ahmad Alshannik                          |
| Herreneinzel | Milan Ludík                          | Adam Mendrek                             | Ahmed Salah                                        |
| Dameneinzel  | Gerda Voitechovskaja                 | Menna Eltanany                           | Nadine Ashraf                                      |
| Dameneinzel  | Gerda Voitechovskaja                 | Menna Eltanany                           | Hadia Hosny                                        |
| Herrendoppel | Vanmaël Hériau Florent Riancho       | Ali Ahmed El Khateeb Abdelrahman Kashkal | Adham Hatem Elgamal Hesham Soliman                 |
| Herrendoppel | Vanmaël Hériau Florent Riancho       | Ali Ahmed El Khateeb Abdelrahman Kashkal | Bahaedeen Ahmad Alshannik Mohd Naser Mansour Nayef |
| Damendoppel  | Krestina Silich Gerda Voitechovskaja | Nadine Ashraf Menna Eltanany             | Toka Elwaziri Naja Tarek                           |
| Damendoppel  | Krestina Silich Gerda Voitechovskaja | Nadine Ashraf Menna Eltanany             | Farida Mostafa Hana Tarek Mohamed                  |
| Mixed        | Ahmed Salah Menna Eltanany           | Varantsou Uladzizmir Krestina Silich     | Abdelrahman Abdelhakim Nadine Ashraf               |
| Mixed        | Ahmed Salah Menna Eltanany           | Varantsou Uladzizmir Krestina Silich     | Ali Ahmed El Khateeb Doha Hany                     |